# Provincia escolapia de Emaús
La  escolapia de Emaús proviene de la unión de las antiguas provincias escolapias de Aragón, Andalucía y Vasconia.
Los religiosos escolapios se organizan en Comunidades Locales establecidas en Casas religiosas. Las agrupaciones de Casas forman las Comunidades de grado superior: Vicariatos Provinciales, Viceprovincias, Provincias y Delegaciones Generales.
En 2007, la hasta entonces Provincia escolapia de Vasconia fue fusionada con la Viceprovincia escolapia de Andalucía dando lugar a la nueva provincia de Emaús.
El 30 de diciembre de 2012, la Congregación General comunicó el Decreto de erección de una nueva Provincia, denominada provincia de Emaús que resultaba de la unión de las provincias escolapias de Aragón, junto con Vasconia y Andalucía, ya unidas desde 2007. Se publica en la revista oficial de la orden, haciéndolo oficial el 1 de enero de 2013.

## Sede
La casa provincial se encuentra en Zaragoza en el Colegio Santo Tomás de Aquino de las Escuelas Pías, donde también se encuentra depositado el Archivo Provincial de las Escuelas Pías de Aragón. La importancia histórica de esta provincia, viene dada por diferentes razones; una de ellas es el contar entre sus casas con el santuario de Peralta de la Sal, lugar de nacimiento del fundador de la Orden, San José de Calasanz; otra de ellas es el gran número de santos que ha dado por los hechos ocurridos durante la Guerra Civil de España, además de la extraordinaria fusión que la orden ha tenido con la sociedad Aragonesa.

## Actual provincia de Emaús
Las casas componentes de la nueva provincia escolapia de Emaús son las siguientes:

### España
- 1. Peralta de la Sal,  1695
- 2. Alcañiz, 1729 Colegio San Valero de las Escuelas Pías
- 3. Zaragoza, Santo Tomás, 1735
- 4. Jaca, Colegio Escuelas Pías de Jaca 1735
- 5. Granada, Colegio Dulce Nombre de María (Granada),  1860
- 6. Tolosa, Colegio Escuelas Pías de Tolosa filial Pamplona, 1878
- 7. Tafalla, Colegio Escuelas Pías de Tafalla, 1883
- 8. Montequinto, Colegio Calasancio Hispalense 1888
- 9. Pamplona, Colegio Calasanz de Pamplona1894
- 10. Logroño, Colegio Escuelas Pías de Logroño 1927
- 11. Zaragoza, Colegio Calasancio de Zaragoza, 1941
- 12. Soria, Colegio Nuestra Señora del Pilar (Soria) 1953
- 13. Zaragoza, Colegio Cristo Rey de las Escuelas Pías, 1964
- 14. Zaragoza, Residencia Calasanz, 1974
- 15. Bilbao, 1980 Colegio Calasancio de Bilbao,
- 16. Zaragoza, Nª Sra. Del Pilar, 1985
- 17. Vitoria, filial de Bilbao, 1987
- 18. Pamplona, Colegio La Compasión - Escolapios, 1994  Archivado el 17 de mayo de 2017 en Wayback Machine.
- 19. Riezu, 1995  Archivado el 6 de junio de 2017 en Wayback Machine.
- 20. Granada, P. Ángel Ruiz Isla, 2005
- 21. Zaragoza, Virgen Escuelas Pías, 2012
- 22. Barbastro, San José de Calasanz,  en sustitución del colegio San Lorenzo

### Bolivia
- 1. Anzaldo, filial de Cochabamba, 1992
- 2. Cotapata, Statio, 2011
- 3. Cochabamba, San Rafael, 2011
- 4. Cochabamba, Formación, 2007

### Brasil
- 1. Belo Horizonte, Casa Formación, 1984
- 2. Governador Valadares, 1991
- 3. Serra, 2007

### Chile
- 1. Santiago, San José de Calasanz, 1950** Chile
- 2. Barrancas de San Antonio, 1984
- 3. Curarrehue, filial Barrancas, 1995.
- 4. Santiago, Sta. Mª del Carmen, filial Santiago, 2000.